# Ehebach (dopływ Aisch)
Ehebach – rzeka w Niemczech, w Bawarii, w całości w Parku Natury Steigerwald o długości 25 kilometrów. Jest lewym dopływem Aisch do której uchodzi w Diespeck. Swoje źródło bierze w okolicach wsi Ulsenheim. Największym dopływem jest Laimbach. W okolicach Langenfeld rzekę przecina droga B8 i linia kolejowa.

## Miejscowości położone nad Ehebach
- Sugenheim
- Langenfeld
- Baudenbach